# کیم هه سوک
کیم هه سوک (کره‌ای: 김해숙؛ زادهٔ ۳۰ دسامبر ۱۹۵۵) بازیگر اهل کره جنوبی است.

## فیلم‌شناسی

### مجموعه اینترنتی
| سال       | عنوان           | نقش        | منابع |
| --------- | --------------- | ---------- | ----- |
| ۲۰۲۳–۲۰۲۴ | موجود گیونگ‌سونگ | خانم ناوول | [ ۲ ] |
| ۲۰۲۴      | آقای پلانکتون   | بوم هو جا  | [ ۳ ] |

## کتاب
| سال  | عنوان                                 | توضیحات |
| ---- | ------------------------------------- | ------- |
| ۲۰۰۵ | مادر ستارگان هالیو: داستان کیم هه سوک | شرح حال |